# Hoplolatilus purpureus
Hoplolatilus purpureus is een straalvinnige vissensoort uit de familie van de tegelvissen (Malacanthidae). De wetenschappelijke naam van de soort werd in 1978 gepubliceerd door Burgess.

## Beschrijving
Het is een langwerpige vis van zo'n 13 cm lang. De vis is bijna volledig paars. De staart draagt twee rode strepen die elk afzonderlijk de boven- en onderkant van de staartvin vertegenwoordigen. 

## Verspreiding
De soort komt voor in het westen van de Grote Oceaan, van de Salomonseilanden in het oosten tot aan Indonesië en de Filipijnen in het westen. Hij wordt aangetroffen op dieptes tussen de 30 en 85 meter. De soort komt voor bij zandbodems of nabij koraalriffen.